# Edmond Lefebvre du Prey

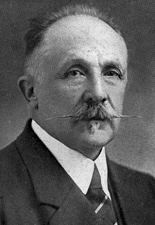
Edmond Lefebvre du Prey (1921)

Edmond Lefebvre du Prey, auch Preÿ (* 16. Oktober 1866 in Saint-Omer; † 14. Januar 1955 in Paris) war ein französischer Jurist und Politiker.

## Leben
Lefebvre du Prey war während der Zeit der Dritten Republik Mitglied der konservativen Fédération républicaine. Er amtierte 1921/22 als Landwirtschaftsminister und 1924 jeweils als Justiz- und Außenminister. Von 1927 bis 1940 war er für das Département Pas-de-Calais Mitglied des französischen Senates. Am 10. Juli 1940 stimmte er in der Nationalversammlung für die erweiterten Vollmachten für Marschall Pétain und damit für das Ende der Dritten Republik.